# 10. Rundfunk-Urteil
Das 10. Rundfunk-Urteil des Bundesverfassungsgerichtes aus dem Jahr 1998 (Fundstelle: BVerfGE 97, 228 – Kurzberichterstattung) bezeichnet in der deutschen Rechtswissenschaft das zehnte in einer Reihe von Urteilen des BVerfG zur Rundfunkfreiheit. Dieses Urteil ist insbesondere für die Berichterstattung von Sportveranstaltungen und anderen Großereignissen relevant, für die in der Regel Exklusivübertragungsrechte verkauft werden.

## Sachverhalt
Die Bundesregierung hatte ein Normenkontrollverfahren bezüglich des im WDR-Gesetz und im NRW-Rundfunkgesetz geregelten Rechtes zur unentgeltlichen Kurzberichterstattung durch das Fernsehen angestrengt.

## Zusammenfassung des Urteils
Eine nachrichtenmäßige unentgeltliche Fernsehkurzberichterstattung muss möglich sein, um Informationsmonopole zu verhindern. Bei berufsmäßig durchgeführten Veranstaltungen ist ein Entgelt zumutbar.

## Folgen des Urteils
Nach diesem Urteil wurde in §5 RStV das Kurzberichterstattungsrecht und später in §5a RStV die Übertragung von Großereignissen geregelt.